# Samurai Warrior: The Battles of Usagi Yojimbo
Samurai Warrior: The Battles of Usagi Yojimbo, chiamato anche solo Samurai Warrior sulle confezioni e Usagi Yojimbo sullo schermo, è un videogioco d'azione pubblicato nel 1988 dalla Firebird Software per Commodore 64, ZX Spectrum e Amstrad CPC. Il videogioco è basato sul fumetto Usagi Yojimbo, che racconta le avventure di un antropomorfico samurai-coniglio. Il gioco segue fedelmente i temi del fumetto, da cui è tratta anche la copertina.
Negli Stati Uniti d'America il gioco è stato distribuito con il titolo Usagi Yojimbo solo come parte della serie Thunder Mountain Action Pack Vol. 1 per Commodore 64, insieme ad altri nove videogiochi.
Un remake del gioco, dal titolo Usagi Yojimbo: Way of the Ronin, è stato prodotto da HappyGiant per iOS, Android, Macintosh e Windows nel 2013.

## Trama
La vicenda è ambientata nel Giappone medievale, il giocatore impersonerà un rōnin di nome Miyamoto Usagi, che parte per un viaggio per salvare il suo amico Lord Noriyuki, un panda, rapito da un malvagio shōgun. Egli dovrà affrontare diversi avversari che si presentano sulla sua strada, come ninja, cacciatori di taglie, cinghiali e alcuni mostri.

## Modalità di gioco
Il videogioco è un'avventura a scorrimento orizzontale, e benché la maggior parte del gioco preveda che il personaggio si muova verso destra, in alcune fasi del gioco è prevista una certa libertà che permette al giocatore anche di andare a sinistra. Quando si giunge a un incrocio è possibile imboccare una strada traversale e cambiare scenario.
Durante la storia si potrà anche interagire, seppur in modo semplice, con personaggi non ostili (sempre animali antropomorfi), come pacifici monaci buddisti o contadini. Ad esempio, dopo un cortese saluto sarà possibile ricevere informazioni sotto forma di testo. A volte però essi si rivelano essere nemici camuffati.
Usagi può agire in modalità pacifica oppure aggressiva, a seconda che abbia o meno sguainato la spada; lo stato attuale è mostrato a video da una finestrella con l'espressione facciale del personaggio. In entrambi i casi può spostarsi in orizzontale e saltare. In modo pacifico può anche inchinarsi ad altri personaggi e pagare denaro, mentre in battaglia può caricare, indietreggiare, e con la spada parare, fendere lateralmente o fendere dall'alto. Si hanno più vite e per ciascuna una riserva di energia, mostrata da un indicatore insieme a quella del nemico attuale, ma si può anche perdere una vita all'istante cadendo nei fossati.
Il sistema di punteggio nel gioco è basato sul karma. Fare buone azioni (incluse l'assassinio dei nemici e il donare denaro ai contadini e ai monaci) comporta un incremento del karma di Usagi, così come le azioni cattive lo riducono (uccidere personaggi innocui, o soltanto sguainare la spada in loro presenza o non inchinarsi quando l'etichetta lo richiede). Nel momento il cui il karma di Usagi arriva a zero, il personaggio Miyamoto metterà in atto un seppuku.
Per guadagnare denaro (misurato in ryō), Usagi può giocare nelle locande lungo il percorso, o raccogliere le monete perse dai nemici uccisi. Il denaro può essere speso per il cibo, che a sua volta aumenta l'energia del personaggio.
Oltre all'avventura vera e propria è disponibile una modalità di allenamento, che consiste nel colpire dei covoni, per prendere confidenza con i controlli.